# فيلياندي
فيلياندي هي مدينة وبلدية في جنوب إستونيا وعدد سكانها 19,150 نسمة (إحصاء 2011). وهي عاصمة لمقاطعة فيلياندي. فقد ورد ذكر البلدة لأول مرة في عام 1283، عند حصولها على ميثاق المدينة من قبل فيلهلم فون إندورب.

## المناخ
يظهر الجدول التالي التغييرات المناخية على مدار السنة لفيلياندي:
| البيانات المناخية لـفيلياندي      | البيانات المناخية لـفيلياندي | البيانات المناخية لـفيلياندي | البيانات المناخية لـفيلياندي | البيانات المناخية لـفيلياندي | البيانات المناخية لـفيلياندي | البيانات المناخية لـفيلياندي | البيانات المناخية لـفيلياندي | البيانات المناخية لـفيلياندي | البيانات المناخية لـفيلياندي | البيانات المناخية لـفيلياندي | البيانات المناخية لـفيلياندي | البيانات المناخية لـفيلياندي | البيانات المناخية لـفيلياندي |
| الشهر                             | يناير                        | فبراير                       | مارس                         | أبريل                        | مايو                         | يونيو                        | يوليو                        | أغسطس                        | سبتمبر                       | أكتوبر                       | نوفمبر                       | ديسمبر                       | المعدل السنوي                |
| --------------------------------- | ---------------------------- | ---------------------------- | ---------------------------- | ---------------------------- | ---------------------------- | ---------------------------- | ---------------------------- | ---------------------------- | ---------------------------- | ---------------------------- | ---------------------------- | ---------------------------- | ---------------------------- |
| الدرجة القصوى °م (°ف)             | 9.6 (49.3)                   | 10.5 (50.9)                  | 17.4 (63.3)                  | 27.3 (81.1)                  | 30.9 (87.6)                  | 31.5 (88.7)                  | 34.2 (93.6)                  | 34.5 (94.1)                  | 29.0 (84.2)                  | 21.5 (70.7)                  | 11.9 (53.4)                  | 11.3 (52.3)                  | 34.5 (94.1)                  |
| متوسط درجة الحرارة الكبرى °م (°ف) | −1.9 (28.6)                  | −2.1 (28.2)                  | 2.7 (36.9)                   | 10.5 (50.9)                  | 17.1 (62.8)                  | 20.3 (68.5)                  | 22.8 (73.0)                  | 21.1 (70.0)                  | 15.3 (59.5)                  | 9.2 (48.6)                   | 2.7 (36.9)                   | −0.8 (30.6)                  | 9.7 (49.5)                   |
| المتوسط اليومي °م (°ف)            | −4.4 (24.1)                  | −5.1 (22.8)                  | −1.0 (30.2)                  | 5.3 (41.5)                   | 11.3 (52.3)                  | 14.9 (58.8)                  | 17.5 (63.5)                  | 16.1 (61.0)                  | 11.0 (51.8)                  | 6.0 (42.8)                   | 0.6 (33.1)                   | −3.1 (26.4)                  | 5.8 (42.4)                   |
| متوسط درجة الحرارة الصغرى °م (°ف) | −6.9 (19.6)                  | −8.1 (17.4)                  | −4.4 (24.1)                  | 0.8 (33.4)                   | 5.8 (42.4)                   | 9.9 (49.8)                   | 12.5 (54.5)                  | 11.7 (53.1)                  | 7.4 (45.3)                   | 3.2 (37.8)                   | −1.6 (29.1)                  | −5.5 (22.1)                  | 2.1 (35.8)                   |
| أدنى درجة حرارة °م (°ف)           | −34.6 (−30.3)                | −33.5 (−28.3)                | −25.5 (−13.9)                | −11.6 (11.1)                 | −5 (23)                      | 0.5 (32.9)                   | 3.6 (38.5)                   | 3.4 (38.1)                   | −4.2 (24.4)                  | −13 (9)                      | −21.9 (−7.4)                 | −28.5 (−19.3)                | −34.6 (−30.3)                |
| الهطول مم (إنش)                   | 62 (2.4)                     | 43 (1.7)                     | 42 (1.7)                     | 36 (1.4)                     | 48 (1.9)                     | 87 (3.4)                     | 83 (3.3)                     | 91 (3.6)                     | 67 (2.6)                     | 81 (3.2)                     | 64 (2.5)                     | 60 (2.4)                     | 764 (30.1)                   |
| متوسط الرطوبة النسبية (%)         | 89                           | 86                           | 80                           | 70                           | 66                           | 72                           | 75                           | 79                           | 84                           | 87                           | 90                           | 90                           | 81                           |
| المصدر: Estonian Weather Service  |                              |                              |                              |                              |                              |                              |                              |                              |                              |                              |                              |                              |                              |

## توأمة
لفيلياندي اتفاقيات توأمة مع كل من:
- فالميرا
- Plungė [الإنجليزية]‏
- آرينسبورغ
- بلدية إسلوف
- بورفو

## أعلام
- راجنار كلافان
- ريمو تام
- يوناس تام
- هرمان إدوارد فون هولست
- كارول ميتس

## وصلات خارجية
- الموقع الرسمي